# Будинок з вікнами, що сміються
«Будинок з вікнами, що сміються» (італ. La casa dalle finestre che ridono) — італійський фільм жахів 1976 року, створений режисером Пупі Аваті. 1979 року стрічка отримала Премію критиків на Festival du Film Fantastique у Парижі і вважається класикою джалло.

## Сюжет
До невеликого італійського містечка на запрошення місцевих посадовців приїжджає фахівець із фресок Стефано, який має відреставрувати напівзруйновану фреску у міській церкві. Фреска зображає зраненого ножами святого Себастьяна, а намальована вона була художником Буоно Леньяні, інші твори якого також концентруються на зображенні передсмертної агонії. Скоро Стефано починає розуміти, що фреска таїть в себі якусь таємницю, але місцеві жителі неохоче відповідають на його питання. Стефано починає отримувати дзвінки з погрозами, а потім хтось вбиває його приятеля, який рекомендував його для цієї роботи і також натякав на пов'язану з фрескою таємницю. Стефано вирішує залишитися і розплутати загадку до кінця. Тоді ж він знайомиться з вродливою вчителькою на ім'я Франческа...

## У ролях
| Актор              | Роль                                      |
| ------------------ | ----------------------------------------- |
| Ліно Каполікйо     | Стефано                                   |
| Франческа Марчано  | Франческа                                 |
| Джанні Кавіна      | Коппола                                   |
| Джуліо Піццирані   | Антоніо Мацца                             |
| Ванна Бусоні       | вчителька                                 |
| Андреа Маттеуцці   | Поппі                                     |
| Боб Торнеллі       | Сольмі                                    |
| П'єтро Брамбілла   | Лідіо, церковний служка                   |
| Фердінандо Орланді | маршал (інспектор)                        |
| Інес Чіачетті      | консьєржка                                |
| Флавія Джорджі     | дружина Поппі                             |
| Карла Астольфі     | покоївка у готелі                         |
| Арріго Луккіні     | бакалійник                                |
| Юджин Волтер       | дон Орсі, священик / друга сестра Леньяні |
| Тоніно Караццарі   | Буоно Леньяні, художник                   |
| Піна Боріоне       | Лаура Леньяні                             |

## Додаткова література
- Roberto Curti[it]. Italian Gothic Horror Films, 1970—1979. — Jefferson, North Carolina : McFarland & Company, 2017. — 246 p. — ISBN 978-1476664699.